# Bryńce Cerkiewne
Bryńce Cerkiewne (ukr. Бринці-Церковні, Brynci-Cerkowni) – wieś na Ukrainie, w rejonie stryjskim (do 2020 roku w rejonie żydaczowskim) należącym do obwodu lwowskiego.